# هانگرو کاپتر
هانگرو کاپتر (به انگلیسی: Hungaro Copter) یک بالگرد بسیار سبک ساخت شرکت مجارستانی «هانگرو کاپتر لیمیتد» است که در ناحیه ورپلت تولید می‌شود. این بالگرد بسیار سبک به‌صورت کیت سی‌کی‌دی به مشتریان ارائه می‌شود تا آن را به‌صورت دستی سرهم کنند.

## طراحی و توسعه
این بالگرد بر اساس کلاس ۶ اروپا طراحی شده که مخصوص بالگردهای فراسبُک (میکرولایت) است. هانگرو کاپتر دارای ملخ اصلی و دم دوتیغه، کابین پسارگیر و باز، و اتاقکی برای محافظت نسبی از خلبان است. مدل‌های اولیه این بالگرد حتی شیشه جلو و کابین هم نداشتند و اتاقک موجود، بعدها به آن اضافه شد. این بالگرد دارای اسکید بعنوان ارابه فرود است و از یک موتور چهارزمانه پیستونی با نام EJ22 ساخت شرکت سوباروی ژاپن بهره می‌برد که ۱۳۵ اسب بخار نیرو تولید می‌کند. البته موتور قوی‌تری با نام سوبارو EJ25 با ۱۶۰ اسب بخار نیز بعنوان آپشن موجود است. وزن بالگرد ۳۳۰ کیلوگرم است و بیشینه وزن برخاست آن ۴۳۰ می‌باشد که موجب می‌شود این بالگرد بتواند ۱۳۰ کیلوگرم را با خود حمل کند که شامل خلبان هم می‌شود. مشتریان برای نصب کردن قطعات کیت این بالگرد، دست کم به ۳۰۰ ساعت زمان نیاز خواهند داشت.

## مشخصات
داده‌ها از Tacke
ویژگی‌های عمومی
- خدمه: ۱
- ظرفیت: ۰
- وزن خالی: ۳۰۰ کیلوگرم (۶۶۱ پوند)
- وزن ناخالص: ۴۳۰ کیلوگرم (۹۴۸ پوند)
- پیشرانه: ۱ عدد موتور پیستونی چهارسیلندر چهارزمانه آب‌خنک اتومبیل تبدیل شده Subaru  EJ22, ۱۰۱ کیلووات (۱۳۵ اسب بخار)
- قطر روتور اصلی:  ۷٫۰ متر (۲۳ فوت ۰ اینچ)
- مساحت روتور اصلی: ۳۸ متر مربع (۴۱۰ فوت مربع)

عملکرد
- سرعت کروز: ۱۳۰ کیلومتر بر ساعت (۸۱ مایل بر ساعت، ۷۰ گره)
- نرخ صعود: ۶٫۵ متر بر ثانیه (۱٬۲۸۰ فوت بر دقیقه)
- بارگیری دیسک: ۱۱٫۳ کیلوگرم بر متر مربع (۲٫۳ پوند بر فوت مربع)